# زندان در آتش ۲
زندان در آتش ۲ (به انگلیسی: Prison on Fire II) یک فیلم اکشن هنگ کنگی محصول سال ۱۹۹۱ به کارگردانی رینگو لام با بازی چو یون فات است. این اثر دنباله فیلم زندان در آتش (۱۹۸۷) می‌باشد.

## بازیگران
- چو یون فات … چانگ تین چینگ
- چن سونگ یانگ
- یو لی … خانم وانگ
- تامی وونگ … بیل
- ویکتور هون … چیو چو
- الویس تسوی … افسر زو
- وان یونگ مینگ … فای چی
- روی چونگ